# 吉爾賈

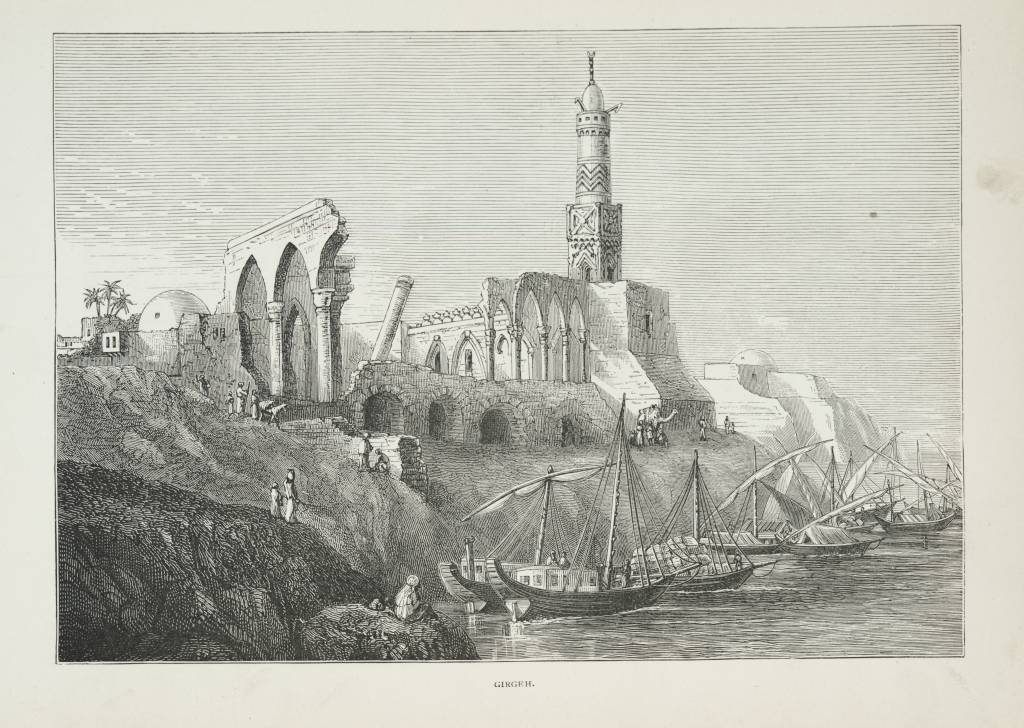
1890年的吉爾賈

吉爾賈是埃及的城鎮，由索哈傑省負責管轄，位於該國中東部尼羅河西岸，面積157.59平方公里，距離索哈傑35公里，主要經濟活動有工業和陶瓷業，2006年人口102,701。

## 外部連結
- Usepigraphy Stele Marble Relief - Brown University

26°20′N 31°54′E / 26.333°N 31.900°E